# Чарльз, Джордж
Сэр Джордж Фредерик Лоуренс Чарльз (англ. George Frederick Lawrence Charles, 7 июня 1916 — 26 июня 2004) — главный министр Сент-Люсии (1960—1964).

## Биография
Окончил колледж Св. Марии, затем работал в транспортной компании на Арубе. В 1945 году, по возвращении на родину, занялся профсоюзной деятельностью, в 1948 году был избран в городской совет Кастри. В 1950 году вместе с отцом, Джеймсом Чарльзом, был одним из создателей Лейбористской партии Сент-Люсии, которая сразу же стала ведущей политической силой. Она выступала в защиту интересов наёмных работников и за большую автономию от Великобритании.
В 1951 году на первых всеобщих выборах на основе всеобщего избирательного права лейбористы получают в Законодательном совете 5 мест из 8. Однако первое же решение о юридическом признании права на оплачиваемый отпуск было отклонено колониальными властями. Чарльз не отступил и продолжил конституционные реформы, которые привели к созданию министерской системы управления:
- 1954—1960 гг. — министр образования и социального обеспечения,
- 1960—1964 гг. — главный министр Сент-Люсии. В это время был принят ряд социально-ориентированных законов, производство бананов стало основной местной экономики.

После поражения на выборах 1964 года влияние Чарльза на политическую жизнь страны заметно уменьшилось, большую часть времени лейбористская партия находилась в оппозиции. В 1974 году принял решение больше не выдвигать свою кандидатуру в Законодательный совет.
В 1998 году он был посвящён в рыцари королевой Елизаветой II. В 1997 году в его честь был переименован главный аэропорт страны.